# Companhia Docas de Santana
A Companhia Docas de Santana é uma empresa pública municipal que atua como a Autoridade Portuária responsável pela gestão do porto público de Santana no estado do Amapá.

## Histórico
A construção do então Porto de Macapá foi iniciada em 1980 e tinha a finalidade original de atender à movimentação de mercadorias por via fluvial, transportadas para o Estado do Amapá e para a Ilha de Marajó. Todavia, pela sua posição geográfica privilegiada, tornou-se uma das principais rotas marítimas de navegação, permitindo conexão com portos de outros continentes, além da proximidade com o Caribe, Estados Unidos e União Europeia, servindo como porta de entrada e saída da região amazônica. 
Durante sua construção, o Porto manteve-se sob jurisdição da Administração das Hidrovias da Amazônia Oriental – AHIMOR.
A inauguração oficial das instalações ocorreu em 6 de maio de 1982, pouco depois da criação do distrito de Santana. Após sua inauguração, o porto passou a ser administrado pela Companhia Docas do Pará – CDP.

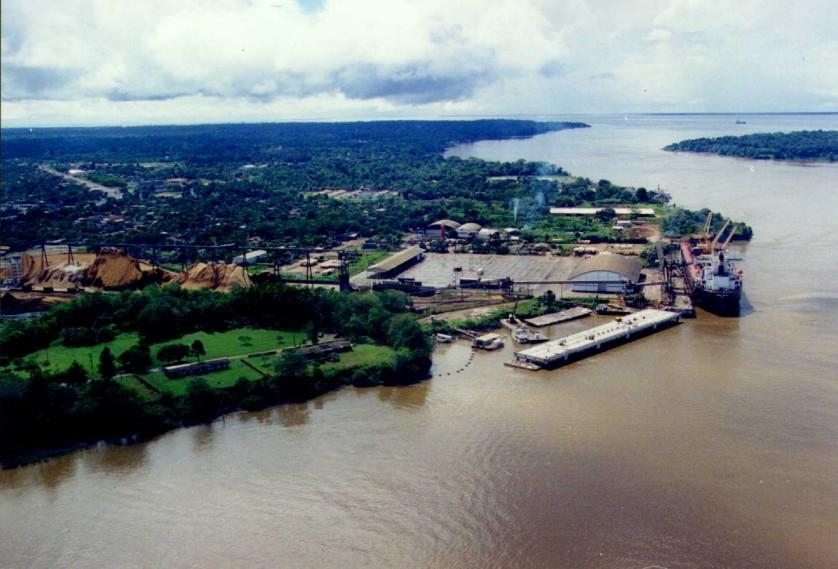
Porto de Santana

Com a instalação do município de Santana, através do Decreto-lei nº 7639 de 17 de dezembro de 1987, passou a se chamar Porto de Santana, onde fica sua localização atual.
Em 2001, ocorreu a criação da Companhia Docas de Santana, autorizada por meio da Lei Municipal nº 545/2001.
A partir de 14 de dezembro de 2002, através do Convênio de Delegação nº 009/02 do Ministério dos Transportes e a Prefeitura de Santana, com a interveniência da Companhia Docas do Pará, foi criada a Companhia Docas de Santana, empresa pública de direito privado para exercer a função de Autoridade Portuária.
O porto de Santana o principal porto do estado do Amapá, servindo de ponto de escoamento da Estrada de Ferro Amapá, que o conecta ao interior amapaense. O porto exporta principalmente minério e madeira, e importa basicamente industrializados e alimentos.